# Libina
Libina (německy Deutsch / Mährisch Liebau) je obec nachází v okrese Šumperk v Olomouckém kraji. Žije v ní přibližně 3 300 obyvatel.

## Historie
Písemnými prameny je Libina doložena k roku 1358. Spolu s dalšími okolními vesnicemi náležela k šumvaldskému statku. V roce 1535 se dostala k úsovskému panství, jež bylo v držení pánů z Boskovic. Dědictvím přešla na majitele Bludova Bedřicha ze Žerotína, který ji roku 1568 prodal královskému městu Uničovu. Uničovským městským statkem zůstala Libina až do zániku vrchnostenského zřízení, město zde mělo mimo jiné příjmy z palírny, mlýna a lesního revíru.
V obci se narodil český hobojista a hudební skladatel František Suchý Brněnský (1902–1977).

## Přírodní poměry
Ve správním území obce leží přírodní památka Libina – U Černušků.

## Části obce
- (Horní) Libina (německy Deutsch Liebau, česky Německá Libina,[6] někdy Německé Libiny[7])
- Dolní Libina (německy Böhmisch Liebau[8] nebo také Mährisch Liebau, Libina Moravská[9])
- Obědné

## Pamětihodnosti
V katastru obce jsou evidovány tyto kulturní památky:
- Kostel sv. Jiří s areálem – jednolodní barokní kostel z roku 1721 se starším jádrem; k areálu patří dále:
  - socha sv. Jana Nepomuckého – barokní sochařská práce z let 1715–1720
  - socha Panny Marie – barokní sochařská práce z roku 1715
  - sousoší Kalvárie – klasicistní kamenická práce z přelomu 18. a 19. století
- Kaplička „Loučení“ (za zahradou u fary) – drobná zlidovělá barokní stavba z roku 1716
- Mauzoleum s alejí – novobarokní stavba z roku 1932
- Sousoší Kalvárie se zábradlím (u cesty k Dolní Libině) – rokokové sousoší z roku 1767, na balustrech zábradlí reliéfy ze života Krista
- Sousoší Kalvárie (na hřbitově) – monumentálně kompozičně pojaté sousoší z období pozdního empíru z roku 1836
- Sloup se sousoším Nejsvětější Trojice (Dlouhá ulice 237) – barokní kamenická práce datovaná do roku 1696
- Socha sv. Jana Nepomuckého (v Dolní Libině u cesty do Nové Hradečné) – památkou vyhlášena roku 2003[11]
- Městský dům čp. 204 – empírová stavba z roku 1827 s původní fasádou
- Vila Norberta Langera čp. 521 – hodnotná historizující stavba z přelomu 19. a 20. století

## Společenský život
Od roku 1875 v obci působí Sbor dobrovolných hasičů. Samospráva obce od roku 2011 pravidelně vyvěšuje na počest významných osobností moravské historie moravskou vlajku.
V místní části Dolní Libina se nachází klubovna skautů, kterou navštěvuje okolo 50 dětí z celé Libiny, ale i okolních vesnic.

## Zajímavosti v okolí
- Skalní vrchol Bradlo

## Galerie

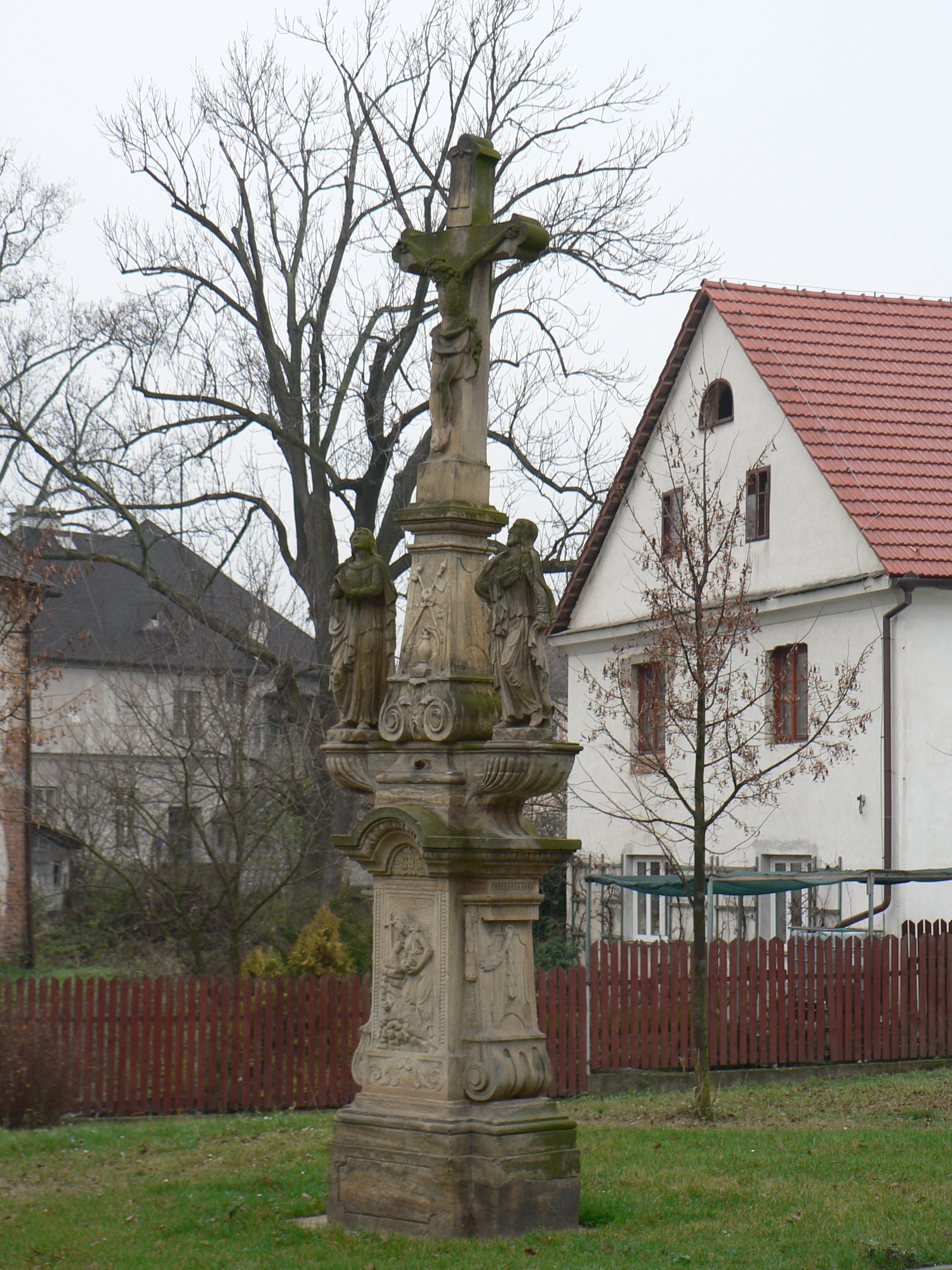
Sousoší Kalvárie u kostela
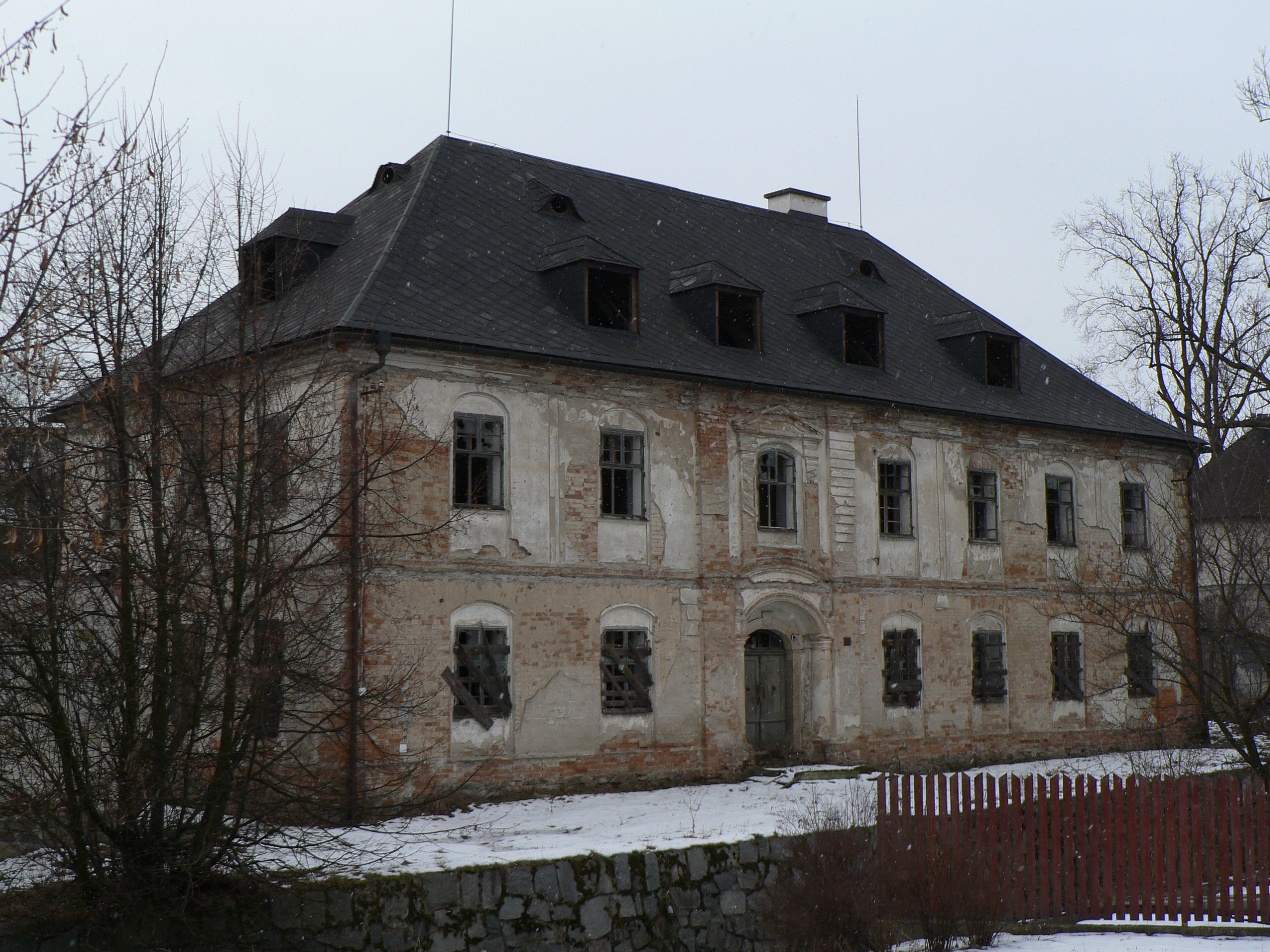
Empírový dům čp. 204
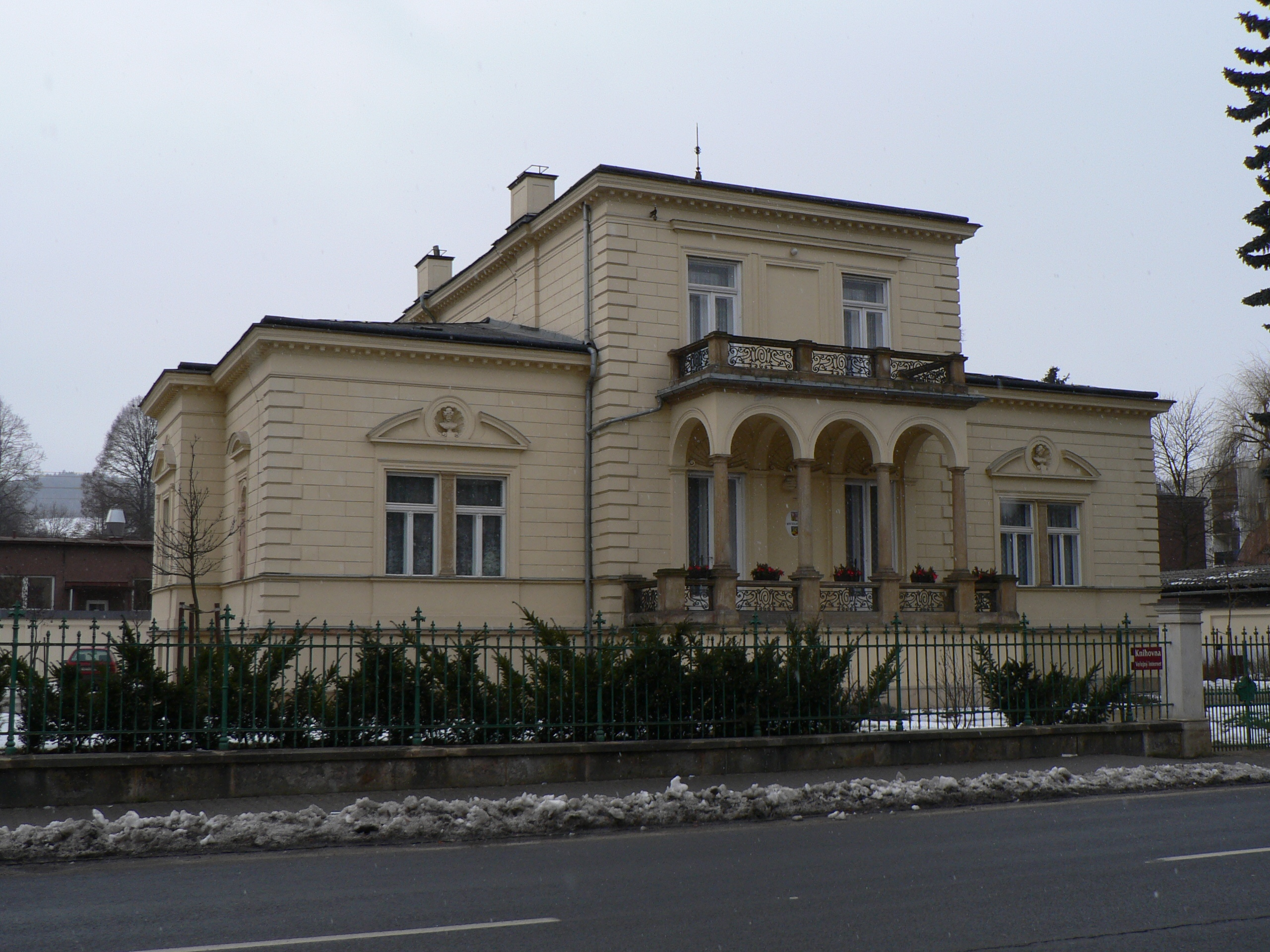
Historizující vila čp. 521